# Dasyhelea dampfi
Dasyhelea dampfi är en tvåvingeart som beskrevs av Jean-Jacques Kieffer 1925. Dasyhelea dampfi ingår i släktet Dasyhelea och familjen svidknott. Inga underarter finns listade i Catalogue of Life.